# Кобюр (гмина)
Кобюр (пол. Kobiór) — сельская гмина (волость) в Польше, входит как административная единица в Пщинский повет, Силезское воеводство. Население — 4598 человек (на 2006 год).

## Демография
| Перепись                       | Всего   | Всего | Женщины | Женщины | Мужчины | Мужчины |
| ------------------------------ | ------- | ----- | ------- | ------- | ------- | ------- |
| Единицы                        | человек | %     | человек | %       | человек | %       |
| Население                      | 4598    | 100   | 2311    | 50,2    | 2287    | 49,8    |
| Плотность населения (чел./км²) | 92,9    | 92,9  | 46,7    | 46,7    | 46,2    | 46,2    |

## Соседние гмины
1. Гмина Бойшовы
2. Ожеше
3. Гмина Пщина
4. Гмина Сушец
5. Тыхы
6. Гмина Выры